# Wulfilopsis
Wulfilopsis es un género de arañas araneomorfas de la familia Anyphaenidae. Se encuentra en Brasil.

## Especies
Según The World Spider Catalog 12.0:
- Wulfilopsis frenata (Keyserling, 1891)
- Wulfilopsis leopoldina Brescovit, 1997
- Wulfilopsis martinsi Brescovit, 1997
- Wulfilopsis pygmaea (Keyserling, 1891)
- Wulfilopsis tenuipes (Keyserling, 1891)
- Wulfilopsis tripunctata (Mello-Leitão, 1947)